# Войска ПВО и ВВС Узбекистана
Войска противовоздушной обороны и Военно-воздушные силы Узбекистана (узб. Ҳаво ҳужумидан мудофаа қўшинлари ва Ҳарбий ҳаво кучлари, Havo hujumidan mudofaa qo`shinlari va Harbiy havo kuchlari) — один из видов вооружённых сил Республики Узбекистан.

## История
Указ
Президента Республики Узбекистан
О ВОИНСКИХ ЧАСТЯХ ПРОТИВОВОЗДУШНОЙ ОБОРОНЫ, ДИСЛОЦИРОВАННЫХ НА ТЕРРИТОРИИ РЕСПУБЛИКИ УЗБЕКИСТАН
В соответствии с Законом Республики Узбекистан «Об обороне» и принимая во внимание, что с 1 ноября 1992 года прекращено бывшими военными структурами финансирование указанных войск:
1. Взять под юрисдикцию Республики Узбекистан воинские части противовоздушной обороны, дислоцированные на территории республики, согласно приложению*.
- Приложение не приводится.

2. Возложить руководство воинскими частями противовоздушной обороны, взятыми под юрисдикцию Республики Узбекистан, на Министерство обороны Республики Узбекистан, установить, что координация стратегического и оперативного планирования этих воинских формирований осуществляется Главным командованием Объединённых Вооружённых Сил Содружества Независимых Государств. Сократить численность взятых под юрисдикцию Республики Узбекистан указанных воинских формирований на пятьдесят процентов.
3. Министру финансов Республики Узбекистан (т. Бакибаеву) обеспечить финансирование взятых под юрисдикцию войск, выделив для этого дополнительные ассигнования, исходя из существующих норм финансового обеспечения воинских соединений, частей и учреждений Вооружённых Сил Республики Узбекистан.
4. Командному составу воинских формирований, переходящих под юрисдикцию Республики Узбекистан, обеспечить неуклонное выполнение личным составом возложенных на него задач, имея в виду, что Республика Узбекистан гарантирует социальную и правовую защиту всех военнослужащих, рабочих и служащих воинских организаций и членов их семей, а также пенсионеров из числа военнослужащих.
Президент Республики Узбекистан И. КАРИМОВ
г. Ташкент,
12 ноября 1992 г.,

№ УП-495

## Командующие
- генерал-майор авиации Юсупов Тахир Мирзарахматович,1992 -
- генерал-майор Халмухамедов Абдулла Максумович, 2003—2008

## Структура
Численность Войск противовоздушной обороны и Военно-воздушных сил Республики Узбекистан составляет 7,5 тыс. человек. В составе Войск ПВО и ВВС находятся: 2 авиаполка на МиГ-29/-29УБ, 1 эскадрилья су-27/-27уб,1 эскадрилья Су-30см 1 бомбардировочный авиаполк Су-24, 2 штурмовые эскадрильи Су-25/-25БМ, 1 эскадрилья Су-30  2 транспортная эскадрилья Ан-24, C295W, Ту-134, 2 вертолётных полка Ми-24, Ми-26, Ми-8, 1 вертолётный полк Ми-6/-6АЯ.
ПВО: Две зенитно-ракетные бригады и одна отдельная истребительная авиационная эскадрилья, на вооружении которых — зенитно-ракетные комплексы С-75, С-125, С-200, HQ-9 и семь истребителей Су-27/-27УБ.

## Пункты базирования
Основные военно-воздушные базы находятся в районе городов Чирчик, Карши, Ташкент, Нукус, Джизак, Каган, Андижан, Термез, Навои.
Каган — 10 км юго-восточнее Бухары. Эксплуатируется более 30 лет. В советское время здесь базировался полк боевых вертолётов. Длина взлётно-посадочной полосы (ВПП) — 2000 м, ширина — 50 м. ВПП бетонная. Аэродром равнинный. Одновременно могут базироваться 50
—70 самолётов и вертолётов.
Карши-Ханабад — 38°49′48″ с. ш. 65°55′12″ в. д.. Эксплуатируется более 35 лет. В советское время на Карши базировался полк бомбардировочной авиации. ВПП бетонная (2500×60 м). Аэродром предгорный. Одновременно могут базироваться до 80 самолётов.
Ташкент-Восточный — 41°18′42″ с. ш. 69°23′30″ в. д.. ВПП бетонная. Использовался как аэродром «подскока».
Чирчик — 40 км от Ташкента. ВПП — бетонная. Использовался как аэродром «подскока», базируется вертолётный полк.
Кокайды — 37°37′27″ с. ш. 67°31′03″ в. д.. Эксплуатируется более 30 лет. В советское время (особенно в период афганской войны 1979—1989 годов) был одной из ключевых авиационных баз СА в Средней Азии, интенсивно использовался боевой авиацией. ВПП — бетон (2200×50 м). Аэродром предгорный. Одновременно могут базироваться до 80 самолётов.
Андижан — аэродром для эскадрильи ПВО, состоящей из шести Су-27П. ВПП бетонная 2500×50 м.

## Техника и вооружение
| Тип                            | Изображение | Производство         | Назначение                                                         | Количество | Примечания |  |
| ------------------------------ | ----------- | -------------------- | ------------------------------------------------------------------ | ---------- | --- |  |
| Су-25 БМ                       |             | СССР Беларусь        | штурмовик буксировщик мишеней                                      | 12         | |  |
| МиГ-29 УБ                      |             | СССР Беларусь        | Многоцелевой истребитель четвёртого поколения                      | 12         | 18 на хранении, с 2017 года по 2019 год в Белоруссии прошли капитальный ремонт 8 шт. Миг-29 |  |
| Су-27 УБ                       |             | СССР Беларусь Россия | Всепогодный сверхзвуковой тяжёлый истребитель четвёртого поколения | 26         | Все на хранении. Начиная с 2017 года Республика Узбекистан поэтапно ремонтирует истребители и возвращает их в строй |  |
| Су-24                          |             | СССР                 | Тактический фронтовой бомбардировщик                               | 15         | Все на хранении |  |
| Транспортные самолёты          |             |                      |                                                                    |            | |  |
| Ан-12 ПП                       |             | СССР                 | транспортный самолёт постановщики помех                            | 2          | |  |
| Ан-26 РКР                      |             | СССР                 | транспортный самолёт радиотехнической разведки                     | 2          | |  |
| Ил-76                          |             | СССР                 | транспортный самолёт                                               | 2          | |  |
| Ту-134А                        |             | СССР                 | транспортный самолёт                                               | 1          | |  |
| Pilatus PC-12                  |             | Швейцария            | турбовинтовой лёгкий самолёт                                       | 6          | |  |
| CASA C-295W                    |             | Испания              | транспортный самолёт                                               | 4          | |  |
| Учебные самолёты               |             |                      |                                                                    |            | |  |
| Aero Vodochody L-39            |             | Чехословакия         | учебно-боевой                                                      | 6          | |  |
| Вертолёты                      |             |                      |                                                                    |            | |  |
| Ми-6                           |             | СССР                 | тяжелый транспортный вертолёт                                      | 26         | |  |
| Ми-8                           |             | СССР                 | транспортный вертолёт                                              | 15         | С 2017 начался ремонт и модернизация на авиазаводе в Чирчике, на данном этапе вся авиация включая Су-25 проходит капитальный ремонт В ноябре 2023 года на полигоне разбился один вертолёт Ми-8, в результате трагедии весь экипаж погиб |  |
| Ми-22 (Ми-6АЯ)                 |             | СССР                 | воздушный командный пункт                                          | 2          | |  |
| Ми-24                          |             | СССР                 | транспортно-боевой вертолёт                                        | 29         | На данном этапе все авиация включая Су-25 проходит капитальный ремонт |  |
| Ми-26                          |             | Россия               | тяжелый транспортный вертолёт                                      | 1          | |  |
| Ми-35М                         |             | Россия               | ударный вертолёт                                                   | 12         | |  |
| Aérospatiale AS.332 Super Puma |             | Франция              | транспортный вертолёт                                              | 16         | По данным Scramble Military Database, подтверждено поставка 16 вертолётов Airbus H215M Super Puma. |  |
| Aérospatiale AS.350 Écureuil   |             | Франция              | легкий вертолёт                                                    | 8          | По данным Scramble Military Database, подтверждено поставка 10 вертолётов Airbus H125M Ecureil. |  |
| UH-60                          |             | США                  | Многоцеловой вертолёт                                              | 6          | В рамках соглашения между США и Узбекистаном по модернизации и восстановлению военной техники, вертолёты UH-60 прошли обновление и сейчас находятся в процессе усовершенствования.                                                      |  |
| MD-530                         |             | США                  | Лёгкий вертолёт для разведки и ударных операций.                   | 10+        | |  |
| БПЛА                           |             |                      |                                                                    |            | |  |
| Bayraktar TB2                  |             | Турция               | ударный БПЛА                                                       | 4+         | |  |
| Wing Loong                     |             | Китай                | ударный БПЛА                                                       | н/д        | |  |

| Тип    | Производство | Назначение                                                  | Количество | Примечания |        |
| Ракеты | Ракеты       | Ракеты                                                      | Ракеты     | Ракеты     | Ракеты |
| ------ | ------------ | ----------------------------------------------------------- | ---------- | ---------- | ------ |
| Х-25   | СССР         | высокоточные авиационные ракеты класса «воздух-поверхность» | [ 6 ]      |            |        |
| Х-58   | СССР         | противорадиолокационные ракеты (ПРР)                        | [ 6 ]      |            |        |
| Х-23   | СССР         | тактические управляемые ракеты класса «воздух-поверхность»  | [ 6 ]      |            |        |
| Х-28   | СССР         | противорадиолокационные ракеты (ПРР)                        | [ 6 ]      |            |        |
| Р-27   | СССР         | управляемые ракеты класса «воздух-воздух»                   | [ 6 ]      |            |        |
| Р-73   | СССР         | управляемые ракеты класса «воздух-воздух»                   | [ 6 ]      |            |        |
| Р-60   | СССР         | управляемые ракеты класса «воздух-воздух»                   | [ 6 ]      |            |        |

### ПВО
| Тип             | Изображение | Производство  | Назначение | Количество                               |
| --------------- | ----------- | ------------- | ---------- | ---------------------------------------- |
| С-125-2МС-125М1 |             | СССР · Россия | ЗРК        | 4 C-125-2M и 10 C-125M1                  |
| С-200           |             | СССР · Россия | ЗРК        | Наземная ПВО оснащенная ЗРК С-75 и С-200 |
| HQ-9            |             | Китай         | ЗРК        | 4                                        |
| HQ-12 (ЗРК)     |             | Китай         | ЗРК        | KS‑1C (экспортный вариант HQ‑12)         |

## Опознавательные знаки

Опознавательный знак ВВС Узбекистана

## Знаки различия

### Генералы и офицеры
| Категории               | Генералы                              | Генералы                              | Генералы                      | Старшие офицеры       | Старшие офицеры             | Старшие офицеры | Младшие офицеры   | Младшие офицеры                   | Младшие офицеры       | Младшие офицеры                    |
| ----------------------- | ------------------------------------- | ------------------------------------- | ----------------------------- | --------------------- | --------------------------- | --------------- | ----------------- | --------------------------------- | --------------------- | ---------------------------------- |
|                         |                                       |                                       |                               |                       |                             |                 |                   |                                   |                       |                                    |
| Узбекское звание        | General-polkovnik (Генерал-полковник) | General-leytenant (Генерал-лейтенант) | General-mayor (Генерал-майор) | Polkovnik (Полковник) | Podpolkovnik (Подполковник) | Мayor (Майор)   | Kapitan (Капитан) | Katta leytenant (Катта лейтенант) | Leytenant (Лейтенант) | Kichik leytenant (Кичик лейтенант) |
| Российское соответствие | Генерал-полковник                     | Генерал-лейтенант                     | Генерал-майор                 | Полковник             | Подполковник                | Майор           | Капитан           | Старший лейтенант                 | Лейтенант             | Младший лейтенант                  |

### Сержанты и солдаты
| Категории               | Сержанты                      | Сержанты          | Сержанты                       | Солдаты         | Солдаты                   |
| ----------------------- | ----------------------------- | ----------------- | ------------------------------ | --------------- | ------------------------- |
|                         |                               |                   |                                |                 |                           |
| Узбекское звание        | Katta serjant (Катта сержант) | Serjant (Сержант) | Kichik serjant (Кичик сержант) | Kapral (Капрал) | Oddiy askar (Оддий аскар) |
| Российское соответствие | Старший сержант               | Сержант           | Младший сержант                | Ефрейтор        | Рядовой                   |

## Галерея

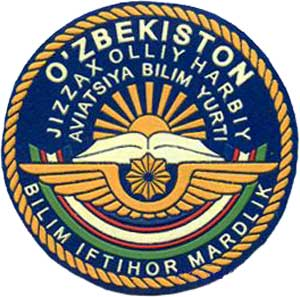
Эмблема Джизакского высшего военного авиационного училища